# 1452
Пізнє Середньовіччя •  Відродження •  Реконкіста •  Ганза •  Столітня війна •  Ацтецький потрійний союз •  Імперія інків

## Геополітична ситуація
Османську державу очолює Мехмед II Фатіх (до 1481). Імператором Візантії є Костянтин XI Драгаш (до 1453), імператором Священної Римської імперії — Фрідріх III. У Франції королює Карл VII Звитяжний (до 1461).
Апеннінський півострів розділений: північ належить Священній Римській імперії, середню частину займає Папська область, південь належить Неаполітанському королівству. Деякі міста півночі: Венеція, Флоренція, Генуя тощо, мають статус міст-республік.
Майже весь Піренейський півострів займають християнські Кастилія і Леон, де править Хуан II (до 1454), Арагонське королівство на чолі з Альфонсо V Великодушним (до 1458) та Португалія, де королює Афонсо V (до 1481). Під владою маврів залишилися тільки землі на самому півдні.
Генріх VI є королем Англії (до 1461), королем Данії та Норвегії — Кристіан I (до 1481), Швеції — Карл VIII Кнутсон (до 1457). Королем Угорщини та Богемії є Ладіслав Постум. У Польщі королює, а у Великому князівстві Литовському княжить Казимир IV Ягеллончик (до 1492).
Частина руських земель перебуває під владою Золотої Орди. Галичина входить до складу Польщі. Волинь належить Великому князівству Литовському. Московське князівство очолює Василь II Темний.
На заході євразійських степів від Золотої Орди відокремилися Казанське ханство, Кримське ханство, Ногайська орда. У Єгипті панують мамлюки, а Мариніди — у Магрибі. У Китаї править династія Мін. Значними державами Індостану є Делійський султанат, Бахмані, Віджаянагара. В Японії триває період Муроматі.
У Долині Мехіко править Ацтецький потрійний союз на чолі з Монтесумою I (до 1469). Цивілізація майя переживає посткласичний період. В Імперії інків править Панчакутек Юпанкі.

## Події
- У Константинополі відбулася служба божа, в якій колишній митрополит Київський, а тепер кардинал Ісидор згадав папу римського, що обурило прихожан.
- 9 березня у Римі відбулась остання коронація імператора — папа римський Миколай V коронував німецького короля Фрідріха ІІІ імператором Священної Римської імперії.
- Папа римський  Миколай V буллою Dum Diversas дозволив брати поган у рабство.
- Герцог Бургундії Філіп III Добрий пішов війною на Гент.
- Англійці відбили в французів Бордо.
- Розпочалася війна між Венецією з одного боку та Міланом і Флоренцією, де правили, відповідно Франческо Сфорца та Козімо Медічі, з іншого.
- Турецькі війська знову вторгнулися в Морейський деспотат, щоб його сили не змогли прийти на допомогу Константинополю, облогу якого турки планували.
- Молдавським господарем із допомогою поляків став Олександр II.
- 30 вересня в друкарні Йогана Ґутенберґа вийшла в світ перша в Європі справжня солідна книга — Біблія.
- Вибух вулкана Кувае на островах Вануату призвів до короткочасного глобального похолодання.

## Народились
- 6 лютого — Жуана Португальська, принцеса, католицька блаженна.
- 15 квітня — Леонардо да Вінчі, італійський живописець, архітектор, вчений.
- 27 липня — Людовико Сфорца іль Моро, міланський герцог.
- 21 вересня — Джироламо Савонарола, флорентійський поет, монах-домініканець.
- 2 жовтня — Річард III, король Англії.